# Lui
Lui (francês: [lɥi]; lit.  "Ele") é uma revista francesa de entretenimento adulto criada em novembro de 1963 por Daniel Filipacchi, um fotógrafo de moda que virou editor, Jacques Lanzmann, um faz-tudo que virou romancista, e Frank Ténot, um agente de imprensa, patafísico e crítico de jazz.
O objetivo era trazer um charme "à la française" ao mercado de revistas masculinas, após o sucesso da Playboy nos Estados Unidos, lançada apenas uma década antes.
A França, de fato, na primeira metade do século XX, tinha uma reputação notável em publicações eróticas, alimentando também o mercado externo e inspirando também revistas de sabor francês no exterior, quando, por exemplo, os editores dos EUA usavam títulos com sonoridade francesa como Chère e Dreamé ou colocavam bandeiras tricolores nas capas, tentando atrair o comprador casual. De qualquer forma, era um material de circulação semi-clandestina, não sendo permitido exibi-lo livremente ou comprá-lo abertamente. Nesse sentido, a Playboy mudou a forma como a "pornografia leve" (que se tornou, mais respeitosamente, "entretenimento adulto") pode circular publicamente.
Esta revista foi particularmente bem-sucedida desde suas origens até o início da década de 1980, mas depois entrou em longo declínio. Foi publicada regularmente até novembro de 1987 (a última edição desta primeira série foi o número 285). Após 1987, houve uma nova tentativa de relançar o título, mas a publicação foi encerrada novamente em 1994. Passada para as mãos do grupo de mídia de Michel Birnbaum, após um breve estímulo, tornou-se uma revista pornográfica com distribuição episódica. Era publicada a cada três meses.
Após a compra do título por Jean-Yves Le Fur, Lui foi relançada em 5 de setembro de 2013 como uma revista de alto padrão com Frédéric Beigbeder no comando.

## Luipublicada pelo grupo Filipacchi (1963–1994)

### Primeira série (1963–1987)
A receita de sucesso desta revista foi combinar conteúdo com artigos aprofundados e belas mulheres nuas, apresentando muitas celebridades de segunda categoria, mas também celebridades, muitas vezes atrizes francesas famosas, como Brigitte Bardot, Mireille Darc, Jane Birkin ou Marlène Jobert.
Apresentava uma pin-up mensal de Aslan. A primeira garota a posar na capa foi Valérie Lagrange (a número 1 apareceu em 11 de janeiro de 1963), fotografada por Francis Giacobetti, futuro diretor do filme soft-core Emmanuelle 2.
A revista também apresentou um cartoon de Lauzier: Les Sextraordinaires Aventures de Zizi et Peter Panpan. Entre os primeiros colaboradores estão Jean-Louis Bory, René Chateau, Philippe Labro, Francis Dumoulin, Francis Giacobetti, Siné, Michel Mardore, Gilles Sandier e muitos outros.
O lema da revista era Lui, le magazine de l'homme moderne (A Revista do Homem Moderno). No início, também tinha um mascote, uma cabeça de gato, semelhante à revista Playboy Bunny, mas desapareceu no início da década de 1970.

### Segunda série (1987–1994)
A segunda série foi publicada pelo grupo Filipacchi de 1987 a 1994. Foram publicados 69 números. Seu editor foi Stéphane de Rosnay em 1989 e Brice Couturier de 1990 a 1992.
Inicialmente, sua especificidade (em relação à primeira série) residia no fato de ser publicada em dois volumes separados, mas a partir do número 27, "Lui" voltou a ser uma revista de livro único com o novo slogan "Le magazine de l'homme civilisé" (A revista do homem civilizado).
A circulação, que era de 350 000 exemplares no início de 1980, caiu para 70.000 exemplares em 1993. No início de 1993, a revista abandonou a publicação mensal e passou a ser bimestral. O grupo Filipacchi encerrou a publicação em junho de 1994.

## Luipublicada por Michel Birnbaum (1995–2010)

### Le Nouveau Lui(1995–1997)
O título foi usado novamente de 1995 a 1997 (14 edições) e batizado de Le Nouveau Lui por Michel Birnbaum, médico radioterapeuta que se tornou editor e fundador e proprietário da holding Altinea, especializada em revistas sobre carros antigos. O objetivo era retornar às raízes (e ao sucesso) da publicação original, pretendendo uma publicação mais voltada para o glamour. A cobertura da primeira edição foi dedicada à Srta. Agnes. A revista voltou a ser lançada mensalmente e o design do título foi aprimorado. Pela primeira vez, a capa foi dedicada a um único homem, sem uma modelo feminina acompanhante. Essa tentativa de revitalizar a revista fracassou, com a edição final publicada em fevereiro de 1997, com Eva Herzigová como capa.

### Revista pornográficaLui(2001–2010)
A revista, publicada trimestralmente de 2001 a 2010, tinha caráter pornográfico. Seu slogan era "L'officiel de la photo de charme" ou (como na edição online) "Le charme des filles d'aujourd hui". Era publicada pela empresa 1633, cujo presidente e único acionista era Michel Birnbaum. Patrick Guérinet foi o editor-chefe até julho de 2010, quando foi sucedido por Francis Guillebon.

## Luipublicada por Jean-Yves Le Fur (2013–2020)
A revista foi relançada em 2013 com Léa Seydoux como sua primeira garota da capa. Seu editor-chefe era Frédéric Beigbeder. Em março de 2017, a revista passou de mensal para trimestral e Frédéric Taddeï sucedeu Frédéric Beigbeder como seu editor-chefe. As garotas da capa desde a primeira edição (até janeiro de 2016) incluíram Rihanna, Gisele Bündchen, Rita Ora, Monica Bellucci, Alessandra Ambrosio, Virginie Ledoyen, Naomi Campbell, Kate Moss, Jourdan Dunn, Carolyn Murphy, Joan Smalls, e outras. Com exceção de Bellucci, que apareceu seminua, todas apareceram de topless ou totalmente nuas dentro de suas edições.

## Edições nacionais
- Edição francesa (1963–2020)
- Edição alemã (1977–1992)
- Edição italiana (1970–1986?)
- Edição espanhola (1977–1978?)
- Edição brasileira (1976–?)
- Edição americana (1972–2007) como Oui